# Háshágyi Imre

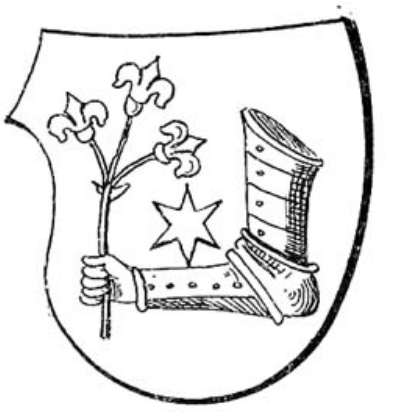
A Háshágyi család címere

Háshágyi Háshágyi Imre (fl. 1536–1577), Zala vármegye alispánja, földbirtokos.

## Élete
Az ősrégi már kihalt Zala vármegyei nemesi Háshágyi család sarja, amely Zalaháshágyról származott. Apja Háshágyi Dénes (fl. 1483–1536), nagykanizsai várnagy, Zala vármegye országgyűlési követe, földbirtokos, anyja kányaföldi Kerecheny Katalin (fl. 1538–1547). Az apai nagyapja Háshágyi Mihály (fl. 1440–1482), Zala vármegye alispánja 1464 és 1465 között, királyi ember, földbirtokos. Az anyai nagyszülei kányaföldi Kerecheny György (fl. 1491–1510), Zala vármegye követe, esztergomi érseki kincstárnok, földbirtokos és laki Kaczor Zsuzsanna (fl. 1519–1536) voltak. Az elsőfokú unokatestvére báró kányaföldi Kerecheny László (fl. 1559–1566), Somogy, majd Békés vármegye főispánja, Szigetvár és Gyula várának kapitánya, akinek a fivére kányaföldi Kerecheny Mihály (fl. 1543–1560) alnádor, földbirtokos. Háshágyi Imrének volt két fivére, Háshágyi Ferenc (fl. 1536–1549), földbirtokos, valamint Háshágyi Balázs (fl. 1536–1549), valamint két leánytestvére, Háshágyi Anna (fl. 1563), akinek a férje Bakolcha Pál (fl. 1563), földbirtokos, és Háshágyi Borbála (fl. 1561), akinek az első férje bajnai Both György (fl. 1508–†1552), zalai adószedő, hadvezér, földbirtokos, majd a második férje szenterzsébeti Terjék Pál (fl. 1561) lett. Apjának, Háshágyi Dénesnek az elsőfokú unokatestvére háshágyi Háshágyi Katalin (fl. 1476), akinek a férje hídvégi Polányi Osvát (fl. 1458-1518), szlavón vice-bán, Vas vármegye alispánja, földbirtokos volt.
Háshágyi fivérek a középkor szokásai szerint nem maradtak el az erőszakoskodásban: 1549-ben Balázs jobbágyaival a kehidai közgyűlésen megjelent gersei Pető János alispán szolgáját verette meg. 1554-ben pedig Háshágyi Imre (a már megerősített kehidai udvarházban) tartotta fogva a türjei apátság jobbágyait, és csak váltságdíj ellenében engedte őket szabadon. A családon belül, a birtok öröklése körül támadt nézeteltérésüket is erőszakos módszereket alkalmazva intézték el. Édesanyjuk halála után, 1548-ban, az osztozkodás eredményével elégedetlen Háshágyi Balázs elfoglalta és felszántatta Imre testvére szántóföldrészét. 1551-ben a harmadik fivér, Ferenc zárta ki a közös erősségből Balázst, aki fegyverrel próbálta azt visszaszerezni. A testvérek perre mentek (férjezett lánytestvérük kehidai birtokrészét már az 1550-es évek elején erőszakkal elfoglalták), ami még 1560-ban is tartott.
Az akkor kelt iratokban a felek tíz-tizenkét évre visszamenően hányták egymás szemére az elkövetett, hol véresen komoly (Ferenc feleségét, aki a török közeledtének hírére menedéket akart keresni a várban, nem engedték be), hol nevetséges (az asszony borért küldte szolgálóját a pincébe, de a rokonok nem eresztették vissza, így napokon keresztül kénytelen volt vízzel beérni) bűntetteket. Úgy tűnik, a per egyességgel zárulhatott, mert Háshágyi Imre 1562-ben a várban készítette el végrendeletét. A következő évben pedig, amikor Ferencet egy nemesember kifosztásáért fej- és jószágvesztésre ítélték, a testvérek közösen egyeztek ki a károsulttal a váltságdíj megfizetéséről. Néhány évvel később aztán már egyenesen példás összefogást tanúsítottak, mint az egy 1568–69. évi eset irataiból kiderült. Azzal vádolták meg és állították bíróság elé Háshágyi Imrét valamint a szomszédos birtokost, ifjabb Csány Bernátot (akik az elhunyt zalavári apát végrendeletének végrehajtásával voltak megbízva), hogy meghamisították a végrendeletet, azután pedig elfoglalták és kifosztották az apátságot. A család minden követ megmozgatott, hogy a bűnösnek találtatott, fej- és jószágvesztésre ítélt rokont megmentsék. Fáradozásuk eredményesnek bizonyult, mert a király 1569. október 29-én kelt levelében Háshágyinak megkegyelmezett, és birtokaiba visszahelyezte. A per kapcsán felmérték Háshágyi Imre javait. Az összeírás valószínűleg nem ad hű képet a vagyonról, hiszen az ügy akkori állása szerint a lajstromba vett ingóságok elkobzásra kerültek volna. Elsősorban a vár pincéiben és magtáraiban tárolt terményeket (bor, gabonanemű) és a földesúri majorságban található állatokat vették listába, továbbá a birtokrészén élő jobbágyokat és szolgáltatásaikat sorolták fel. 1569-ben kapja vissza kegyelemmel a volt Zala vármegyei alispán, Hásságyi Imre is elkobzott söjtöri birtokait (őt azzal vádolták korábban, hogy a zalavári apátság kincseit rabolta el, amikor hivatalos személyként ott hagyatékot leltározott, azonban bebizonyosodott, hogy a vád nem volt igaz). 1572-ben Hahóti Miklós bepanaszolja Hásságyi Imrét, akinek jobbágyai elfoglalták malmát a Válickán. Hahóti Farkas is panaszt tesz, neki szintén a malmát vette el erőszakkal Hásságyi Imre. Egy évvel később egy családon belüli vagyonosztozkodási iratból kiderül, hogy az előbb említett Imre és János nevű testvérének özvegye, Zichy Margit osztoznak a három falu (a két Söjtör és Remete) határán (és valószínűleg Anna örökösei, akiket itt nem említ az osztálylevél), és hogy csak az özvegy 25 jobbágytelket bír, vagyis a család kezén lévő vagyon egy nemzedéknyi idő alatt ismét jelentősen gyarapodott.
Háshágyi Imre aktívan szolgálta a vármegyét: 1556. április 26-án Zala vármegye rovásadó-összeírója és adószedője; 1556 és 1568 között Zala vármegye alispánja volt.
A család helyzetét érintő tragikus fordulat 1577. szeptember 14-én zajlott, amikor a törökök feldúlták Söjtört. Felégették a söjtöri Háshágyi castellumot, lefejezték Hásságyi Imrét, a feleségét, Perneszy Klárát pedig rabként magukkal elhurcolták. Az özvegy egy év múlva szabadul, a váltságdíjat kisserényi Serényi Gábor, Zalakomár kapitánya fizeti ki a töröknek, és ezért zálogba kapja Klára asszonytól annak férje után maradt birtokait.

## Házassága és leszármazottjai
Feleségül vette az ősrégi tekintélyes dunántúli osztopáni Perneszy családnak a sarját, osztopáni Perneszy Klára (fl. 1565–1579) kisasszonyt, akinek az apja osztopáni Perneszy Ferenc (fl. 1526-1553), Somogy vármegye alispánja 1550 és 1553 között, földbirtokos. A menyasszonynak az apai nagyszülei osztopáni Perneszy Zsigmond (fl. 1453-1506), Újlaki Miklós főtanácsosa, somogyi alispán, földbirtokos és némai Kolos Borbála voltak. Fivére Perneszy Klárának Perneszy Farkas (fl. 1558-1561), babócsai várnagy, földbirtokos. Háshágyi Imre és Perneszy Klára frigyéből született:
- Háshágyi Orsolya (fl. 1591). Férje: báró bedeghi Nyáry Imre (fl. 1569-1592), földbirtokos.
- Háshágyi Ferenc (fl. 1578)
- Háshágyi Imre (fl. 1578)
- Háshágyi Katalin (fl. 1569–1591).[9] Férje: kissennyei Sennyey Péter, földbirtokos.